# Gastrocopta cochisensis
Gastrocopta cochisensis är en snäckart som först beskrevs av Henry Augustus Pilsbry och James Henry Ferriss 1910.  Gastrocopta cochisensis ingår i släktet Gastrocopta och familjen puppsnäckor. Inga underarter finns listade i Catalogue of Life.